# Дневник једног лудака
Дневник једног лудака  је српска позоришна представа по тексту Н. В. Гогоља.

## Радња
Гогољева приповетка Дневник једног лудака утицала је на готово све писце Европе тог времена. Између осталих, Достојевски је према њој написао своје Записе из подземља.
То је о исповести ментално оболелог чиновника који, схвативши да се налази у лудници, покушава да пронађе решење у безизлазној ситуацији.
Занимљиво је да је сличну судбину доживео и сам Гогољ, један од најзначајнијих руских писаца 19. века.

## Улоге
| Глумац            | Улога              |
| ----------------- | ------------------ |
| Иван Видосављевић | Аксентије Иванович |

## Награде
- Награда за најбољег глумца Ивану Видосављевићу – Међународни фестивал монодраме „Гала Стар“, Бакау, Румунија.
- Награда за најбољег глумца „Штефан Јордаке“ Ивану Видосављевићу – Међународни фестивал монодраме „Гала Стар“, Бакау, Румунија.
- Награда за најбољу мушку улогу Ивану Видосављевићу – Међународни фестивал нове позоришне акције НЕТА, Враца, Бугарска.
- Годишња награда за улогу Аксентија Ивановича Ивану Видосављевићу – Књажевско-српски театар, Крагујевац.
- Награда за најбољег глумца Ивану Видосављевићу на Међународном фестивалу монодраме АЛБАМОНО у граду Корча у Албанији.
- Монодрама Дневник једног лудака је добила Награду за најбољу представу Међународног фестивала монодраме АЛБАМОНО у граду Корча у Албанији.
- Лауреат првог степена, за најбољу мушку улогу, Ивану Видосављевићу - Фестивал "Цео свет театар", Нижњи Новгород, Русија.
- Специјална награда за режију, Душану Станикићу - Фестивалу "Цео свет театар", Нижњи Новгород, Русија.